# Olivier-Maxence Prosper
Olivier-Maxence Gaetan Prosper (ur. 3 lipca 2002 w Montrealu) – kanadyjski koszykarz występujący na pozycjach niskiego lub silnego skrzydłowego, od 2023 zawodnik zespołu Dallas Mavericks.
W 2023 reprezentował Orlando Magic podczas rozgrywek letniej ligi NBA w Las Vegas.

## Osiągnięcia
Stan na 17 grudnia 2023, na podstawie, o ile nie zaznaczono inaczej.

### NCAA
- Uczestnik rozgrywek turnieju NCAA (2021–2023)
- Mistrz:
  - turnieju konferencji Big East (2023)
  - sezonu regularnego Big East (2023)
- Zaliczony do I składu Big East All-Academic (2022, 2023)

### Reprezentacja
- Brązowy medalista mistrzostw świata U–19 (2021)[5]